# Palata n. 6
Palata n. 6 (Палата № 6) è un film del 2009 diretto da Karen Georgievič Šachnazarov e Aleksandr Gornovskij.

## Trama
Il film racconta il primario di un ospedale psichiatrico provinciale, che incontra un paziente dalla mentalità originale, in una conversazione con cui vede la follia del mondo che lo circonda e, di conseguenza, impazzisce anche lui.